# Carretera Estatal de Idaho 21
La Carretera Estatal de Idaho 21, y abreviada SH 21 (en inglés: Idaho State Highway 21) es una carretera estatal estadounidense ubicada en el estado de Idaho. La carretera inicia en el sur desde la I 84     en Boise hacia el norte en la SH 75     en Stanley. La carretera tiene una longitud de 210,6 km (130.869 mi).

## Mantenimiento
Al igual que las autopistas interestatales, y las rutas federales y el resto de carreteras estatales, la Carretera Estatal de Idaho 21 es administrada y mantenida por el Departamento de Transporte de Idaho por sus siglas en inglés ITD.